# Joel Konofilia
Joel Konofilia (7 gennaio 1977) è un ex calciatore salomonese, di ruolo attaccante.

## Carriera

### Nazionale
Ha debuttato in Nazionale il 4 giugno 2001, in Isole Salomone-Isole Cook (9-1), gara in cui è subentrato a Batram Suri al minuto 76 e ha siglato la rete del definitivo 9-1 al minuto 89. Ha partecipato, con la Nazionale, alla Coppa d'Oceania 2000 e alla Coppa d'Oceania 2004. Ha collezionato in totale, con la maglia della Nazionale, 6 presenze e una rete.